# سيان روني
سيان روني (بالإنجليزية: Sean Rooney)‏ (1 مارس 1989 في أستراليا - ) هو لاعب كرة قدم أسترالي في مركز الهجوم. شارك مع منتخب أستراليا تحت 20 سنة لكرة القدم. أما مع النوادي، فقد لعب مع ماركوني ستاليونز ونادي بنغالورو ونادي سالغاوكار ونيوكاسل يونايتد جتس وDeltras F.C. ‏ ونادي بلاكتاون سيتي وOakleigh Cannons FC ‏.

## روابط خارجية
- سيان روني على موقع قاعدة بيانات كرة القدم.إي يو (الإنجليزية)
- سيان روني على موقع Soccerway.com (الإنجليزية)
- سيان روني على موقع عالم كرة القدم.نت (الإنجليزية)